# Детство маршала
«Де́тство ма́ршала» — советский фильм режиссёра Николая Лебедева 1938 года о детских годах Маршала Советского Союза Семёна Будённого. Снят по мотивам повести Игоря Всеволожского «Хуторская команда». Фильм сохранился не полностью. В 1965 году выпущен в новой редакции под названием «А крепость была неприступная».

## Сюжет
В одном из казачьих хуторов Области Войска Донского живёт семья Будённых. Сёмён, вынужденный батрачить на казака Герасимова, является признанным вожаком «хуторской команды». Они побеждают в противостоянии с гимназистом Апполоном Герасимовым и другими кулацкими сынками. На традиционных юношеских скачках Будённый приходит первым.
 Час настоящего испытания наступает, когда вместе с друзьями Семён организует побег арестованного полицией кузнеца Василия. Перед расставанием Василий обещает друзьям встречу в революционном грядущем. 

## В ролях
- Ольга Беюл — мать
- Вася Бауков — Сёма Будённый
- Антонина Красинькова — Таня, сестра Сёмы
- Георгий Еремеев — Василий, рабочий
- Пётр Андриевский — Герасимов, богатый казак
- Клавдия Фадеева — Липочка (в титрах К. Фрейдкина)
- Л. Мазин — Аполлон, сын Герасимова (в титрах И. Мазин)
- Дмитрий Андреев — Афанасий
- Константин Злобин — Аким

## Съёмочная группа
- Авторы сценария:

Игорь Всеволожский
Лео Мур
Николай Лебедев
- Режиссёр: Николай Лебедев (сорежиссёр Фёдор Барбухатти)
- Оператор: Виталий Чулков
- Художники:

Ольга Пчельникова
Владимир Калягин
- Звукооператоры:

Александр Островский
Афанасий Симоновский
- Композитор: Виктор Томилин
- Директор картины: М. Фрейдин